# 映画ドラえもん のび太の南極カチコチ大冒険
- ドラえもん > ドラえもんの派生作品 > ドラえもん (2005年のテレビアニメ)  > ドラえもん映画作品 > 映画ドラえもん のび太の南極カチコチ大冒険

『映画ドラえもん のび太の南極カチコチ大冒険』（えいがドラえもん のびたのなんきょくカチコチだいぼうけん）は、2017年の日本のSFコメディアニメ映画。藤子・F・不二雄の漫画『ドラえもん』を原作とした、映画「ドラえもん」シリーズの第37作。高橋敦史が監督・脚本を務めた。

## あらすじ
10万年前の南極にて、謎の少女カーラと老人ヒャッコイ博士は都市遺跡を探索中に「ブリザーガ」と呼ばれる巨像の骨格を発見する。カーラはその頭部から「リング」を抜き取るが、遺跡を護るタコ型の巨像オクトゴンの襲撃を受けて取り落としてしまう。リングは腕輪のような形に変形しながら水路へ沈んでいった。
10万年後、現代の東京ではドラえもんとのび太が夏の暑さに耐えかねていた。ある日、ドラミから22世紀のロボット占いでドラえもんは「氷難で最悪な一週間になるから氷に近づくな」と忠告される。しかし、占いを信じないドラえもんはその話から南太平洋に浮かぶ巨大な氷山へ遊びに行くことを思いつく。ひみつ道具「氷細工ごて」で氷の遊園地を作ったドラえもん達は、氷山の下層部分で氷漬けになったリングを見つける。調べてみたところ、リングが埋まったのは、人が住んでいるはずもない10万年前の南極だった。
リングの落とし主に会うために氷山の動きを辿り、氷が作られた場所へ南極探検に向かったドラえもんたち。激しいブリザードを避けてビバークした場所で「ここほれワイヤー」が氷の下に大きな反応を見つける。さっそく氷底探検車で氷を掘り進むと、広大な地底空間と氷に閉ざされた巨大な都市遺跡が姿を現した。遺跡でひと際大きな塔に入ると氷漬けになっていた謎の生物モフスケを発見、更に何故かドラえもんの姿で氷漬けになっていた石像ヤミテムの襲撃を退けた一同は、その場所の氷が10万年前に出来た事を突き止めると、リングを届けるため「タイムベルト」で10万年前へとタイムスリップする。
氷に閉ざされる以前の遺跡へたどり着いたドラえもん達は、オクトゴンに襲われていたカーラとモフスケに似た姿の生物ユカタンを救出する。カーラにリングを返そうとするのび太だが、石コウモリの襲撃を受けリングと荷物を奪われてしまう。更に氷点下100℃に達する夜が迫っている事を知らされた一同はヒャッコイ博士のシェルターへ避難することになる。カーラたちは自分たちのことをヒョーガヒョーガ星から調査にやってきた異星人と名乗り、遺跡を作ったのも彼らの祖先だと説明する。ヒョーガヒョーガ星人は失われた古代技術を研究することで科学を発展させようとしていたが、惑星開拓用に製造された最強の石像ブリザーガの封印を解いた為にヒョーガヒョーガ星を氷漬けにされてしまった。博士たちは故郷を救うため、ブリザーガを封じる力を持つリングを手に入れようとしていたのだ。
翌朝、石コウモリに取り付けた「トレーサーバッジ」の反応を追って遺跡調査へ向かった一同。遺跡内ではドラえもんの姿に擬態したヤミテムが暗躍し、鈴と四次元ポケットを奪われた本物のドラえもんが偽物と誤解されてしまう。しかし、本物のドラえもんの身を挺した行動とのび太の優しさでヤミテムの陰謀が発覚。怒り狂ったヤミテムを「急速冷灯」で氷漬けにし、奪還した四次元ポケットの中に入っていたリングをカーラに手渡すことに成功する。だが、同じころブリザーガの骨格がリングを外された影響で復活、地球を氷漬けにしようと暴走を始める。タイムベルトを使って10万年後に避難しようとする一同だが、ドラえもんとユカタンが強風に吹き飛ばされて10万年前に取り残されてしまう。
現代に辿り着いたもののタイムベルトの電池が切れ、氷に閉ざされた地底空間で途方に暮れる一同。しかし、ドラえもんはユカタンを氷漬けにして冬眠させることで未来へ予備の電池を送っていた。現代で発見されたモフスケの正体は永い眠りを経て変色したユカタンだったのだ。10万年前へ舞い戻ったのび太達はドラえもんを救出し、ひみつ道具を駆使してブリザーガの動きを止め、リングを頭部に突き刺して再封印することに成功する。リングは塵になって消滅したが、荷物を取り返すため石コウモリの巣を捜索していたジャイアンとスネ夫が無数のリングの残骸を発見する。ブリザーガ封印の希望を得たカーラと博士はドラえもんたちを地上へ送り届け、宇宙へと帰っていった。
冒険を終えた一週間後、ドラえもんとのび太は天体望遠鏡で10万光年彼方にあるヒョーガヒョーガ星の座標を観測する。そこには10万年前の光景、博士の研究が成功し惑星を覆う氷が溶けつつあるヒョーガヒョーガ星の姿が映っていた。

## 声の出演
- ドラえもん - 水田わさび
- 野比のび太 - 大原めぐみ
- 源静香 - かかずゆみ
- 剛田武 - 木村昴
- 骨川スネ夫 - 関智一
- 野比玉子 - 三石琴乃
- 野比のび助 - 松本保典
- ドラミ - 千秋

## ゲストキャラクター
カーラ
声 - 釘宮理恵
ヒャッコイ博士と共に地球を訪れた赤い髪の少女。自ら率先して遺跡を調査する活発な性格で、ヒャッコイ博士の世話を焼くしっかりものだが、ごちそうを食べられることを知ると大喜びする子供らしい一面も持つ。ブリザーガの身体によじのぼるなど身体能力は極めて高い。凍り付いた故郷のヒョーガヒョーガ星を救うために必要なリングを探す旅に出ており、10万年前の地球を訪れてリングを発見したが、そこでオクトゴンに襲われ、ドラえもん達に助けられたことで行動を共にする。その後、博士からリングを外したせいでブリザーガの封印を解いてしまったことやリングを元の位置に戻さないとならないことを知らされ、当初はヒョーガヒョーガ星を救うか、ブリザーガを封印して地球を救うかで葛藤する。しかし、ドラえもん達を見るうちに地球を氷漬けにしたくないという一心が芽生え、ブリザーガを止める為にリングを使うことを決意、ブリザーガを自らの手で封印した。その後、リングがブリザーガと共に崩壊したため落ち込んだが、博士に励まされ、更にジャイアンとスネ夫が見つけたリングの残骸にヒョーガヒョーガ星を救う見込みがある事を知って喜びを露わにし、のび太達に礼と別れを告げて地球を後にした。
ヒャッコイ博士
声 - 浪川大輔
カーラと共に地球を訪れた科学者の老人。オクトゴンとの戦闘で右足を骨折しており、絶対安静にしているようカーラに言われているが、「サバイバルスーツ」と呼ばれる防寒服を着て、度々内緒で遺跡の調査を行っている。故郷を救うためカーラと共にブリザーガ封印の方法を探しており、長い放浪の末にリングを発見したが、リングを外したせいでブリザーガの骨格を復活させてしまったことを知り、カーラにリングを元に戻すよう促す。ブリザーガ封印後はジャイアンとスネ夫が発見したリングの残骸を研究することでヒョーガヒョーガ星を救う可能性を見出し、ドラえもん達を地上に送ったのち別れを告げて地球を後にした。エピローグで氷が溶けかけたヒョーガヒョーガ星の様子を見たドラえもんは「きっと博士の研究が成功したんだ」と推測している。
パオパオ
声 - 浅田舞、織田信成
ゾウに似た2本足の動物。マンモス型で、黄色い個体と緑色の個体が存在する。空は飛べないが、鼻でドラえもんたちを抱えたまま持ち上げたり、素早い脚力で水面や足場を駆け抜けることが出来る。
非常に寿命が長く、氷点下に耐えられる程の丈夫な体を持っていて氷に覆われたまま何万年もの間冬眠し続けることも出来る。中には凍り付いたまま彗星に乗って数百万年もの間、宇宙を旅していた個体が発見された例もある。
モフスケ / ユカタン
声 - 遠藤綾 / 東山奈央
パオパオの一個体。現代の遺跡で氷漬けになった状態で発見され、「（体が）モフモフしているから」という理由でモフスケと名付けられた。解凍された直後からのび太やドラえもんに懐く様子を見せ、電池のようなものが入ったカバンを持っていた。更に10万年前にカーラが連れていた個体ユカタンとは容姿が似ているものの体色や耳の形状が異なるという謎を有した存在として描かれる。後にブリザーガの冷凍ビームを受けたユカタンの耳がモフスケと同じ形状に欠損し、更にドラえもんが未来へタイムベルトの予備電池を送る為にユカタンを凍結・冬眠させたことが明かされ、10万年に及ぶ冬眠の影響で変色したユカタンこそがモフスケの正体だったことが判明した。
オクトゴン
声 - 八木真澄
古代遺跡を守る巨大な石像。壺を被ったタコあるいはイカのような姿をしている。体内から粘着性のある毒液を出す。弱点は大きな音。
カーラがリングを抜いた影響で復活し、彼女がリングを水路に落とした後もなお追いかけ回した。コエカタマリンによる攻撃を受けても平然としていたが、カーラから弱点を聞かされたドラえもんは驚音波発振式害獣撃退器を取り出し、それを使用したジャイアンの歌声で倒された。終盤ではブリザーガの冷凍ビームで凍らされており、凍ったままの姿で一瞬だけ登場した。
ヤミテム
声 - 高橋茂雄 / 水田わさび（ドラえもんの姿・声を真似た際） / 大原めぐみ（のび太の声を真似た際）
オクトゴンと同じく遺跡を守るペンギンの形をした石像。ドラえもんの姿に化けたりのび太の声を真似するなどの擬態能力を持ち、ヘルメットを噛み砕くほどの怪力や相手の口を封じる魔法のような力も持つ。ドラえもんたちの動向を観察し、彼らの名前やひみつ道具の扱い方を覚えてジャイアンやスネ夫を欺くほど知略にも長けている。強い悪意を持っており、のび太達の見ていないところで下卑た表情を浮かべたり、怒りを露わにすることもあった。
当初は現代の遺跡にて、ドラえもんに擬態した姿のまま氷漬けになって発見される。ジャイアンに氷ざいくごてで解凍されると後述の経路から正体を現してのび太に襲い掛かるが、ドラえもんが放った急速冷灯により再び凍らされた。当然ドラえもんはこの事態に困惑し、一同は10万年前に何が起きたかを知るべくタイムスリップを敢行することになる。
10万年前の遺跡ではリングを捜索していた一同を監視し、声真似を使って彼らを少しずつ分断していった。石コウモリの巣でドラえもんを襲撃して手足を氷漬けにしたあと、強奪した鈴と四次元ポケットを身に着けてドラえもんに擬態、のび太達を騙してエレベーターに乗せ、天井の棘で串刺しにして殺害しようと目論む。助けに来た本物のドラえもんを偽物と誤認させて同士討ちさせようとするが、どっちが本物かを選ぶのに躊躇しつつも本物のドラえもんを庇うのび太に痺れを切らして彼もろともドラえもんを急速冷灯で凍結させようとしたことが仇となり、本物のドラえもんが身を挺してのび太を助けた事で正体がバレてしまい、最後は怒り狂って襲い掛かろうとしたところをカーラが照射した急速冷灯を浴びて凍らされた。
ブリザーガ
声（カーラの回想シーンの歌声） - 平原綾香
古代ヒョーガヒョーガ星人が作り出した巨大かつ最強の石像。「惑星が凍結すると、反動で生命の爆発的進化が起こる現象」を人為的に発生させるために作られた惑星環境改造装置であり、高度な文明を築き、銀河の果てまで旅をしていた古代ヒョーガヒョーガ星人は宇宙各地にこの石像を遺していた。
口からは惑星をも凍り付かせるほど強力な冷凍ビームを放つことができ、羽を生やすことで飛行することもできる。また、額の穴から「リング」が外された状態であれば、未完成の骨格状態から周囲の冷気を吸収することで自動的に身体を組み上げて起動することもできる。カーラ達の故郷であるヒョーガヒョーガ星では地下深くに封印されていたが、遺跡を調査中に封印が解かれて複数体が暴走し、ヒョーガヒョーガ星全体を氷漬けにしてしまった。地球の古代ヒョーガヒョーガ星人の遺跡にも残骸が多数残されていたが、どれも未完成で活動した痕跡は見当たらなかった。しかし、その中の一体は完成して動き出す直前の状態で封印されており、カーラが骨格から「リング」を外した影響で冷気を吸収し始め、物語終盤で完全復活を遂げた。復活したブリザーガは辺り一面に冷凍ビームを放って遺跡を氷漬けにしていき、ドラえもん達をも氷結させようと暴走。氷細工ごてとふかふかスプレーにより動きを封じられるが、今度は羽を生やし、地上を氷漬けにしようと企む。しかし、とりよせバッグを使ったドラえもんにより大量の水を浴びせられて動きを封じられ、その隙を突いたカーラとのび太にリングをはめ込まれたことで完全に凍結し、最後はスネ夫の蹴りで崩れて消滅した。

## 設定
リング
本作のキーアイテムとなるオーパーツ。普段は金色の腕輪のような形だが、有事には柄頭にあたる腕輪部分から柄と鍵のような刃が現れて刀剣のような形状へと変形する。
ブリザーガを封印する力を持っており、ヒャッコイ博士は氷漬けにされたヒョーガヒョーガ星を救う希望としてこのリングを捜索していた。
物語の冒頭でカーラが未完成のブリザーガの額から抜き取るが、オクトゴンの襲撃で水路へ落としてしまう。その後10万年の歳月を経て氷河から氷山とともに海上へ流出した。
これをのび太が発見し、落とし主に返そうと提案したことが冒険の発端となる。石コウモリやヤミテムに奪われるなど紆余曲折を経てカーラの手に戻り、最後は暴走したブリザーガを再封印するために使用。塵になって消滅した。
しかし、石コウモリの巣には未完成、あるいは破損したリングの残骸が大量にしまい込まれており、これを回収することでヒョーガヒョーガ星復興の希望が生まれた。
ヒョーガヒョーガ星
地球からちょうど10万光年（銀河系宇宙の直径と同程度）彼方に存在する緑豊かな惑星。原住民のヒョーガヒョーガ星人はヒトと同じ姿を有するが、独自の言語を持つため日本語でのコミュニケーションは不可能。
かつては「石像」と呼ばれるロボットを造り出したり、銀河の果てまで旅できるほど高度な科学技術を有していたが、10万年前の時点では既に技術が失われていた。
古代遺跡を研究することで文明の再興を目指していたが、遺跡からブリザーガを復活させてしまった為に惑星全土を氷漬けにされてしまい、住民たちは母星を捨てて他の星へ避難することになった。
エピローグでは博士の研究が成功し、赤道部分の氷が溶け始めた10万年前のヒョーガヒョーガ星の姿が観測される。
『ドラえもん のび太の宇宙開拓史』に登場したコーヤコーヤ星やトカイトカイ星と名称の語感が似ていてパオパオも生息しているものの、向こうは別の遠い小宇宙にあり、系列惑星ではない模様。またコーヤコーヤ星などの住人は低重力環境で地球人に比べ体力が弱いが、ヒョーガヒョーガ星人の体力は地球人と大差ない。
都市
南極の地底に存在していた巨大なジオフロント。かつて古代ヒョーガヒョーガ星人が建造した都市だが、10万年前の時点で既に廃墟と化している。
天井に空が映し出された3時間だけ昼になるが、それ以外の時間は夜となりマイナス100℃を下回る超低温となる。
また、都市の各地ではオクトゴン、ヤミテム、石コウモリのほかにも巨大な鳥や竜、百足のような形をした石像が稼働しており、経年劣化で崩落する部分もあるため非常に危険。
10万年後の現代ではもっとも高い建造物である塔の頂上付近まで完全に氷に覆われており、天井や石像も機能を停止している。
シェルター
ヒャッコイ博士たちが活動拠点とする宇宙船。キャタピラによる地上移動が可能なほか、その名の通りブリザーガの冷気にも耐えうるシェルターにもなる。
石コウモリ
都市で稼働している石像の一種。その名の通りコウモリの形をしており、侵入者を発見すると襲い掛かって光るものや食料を奪い取る。
巣と呼ばれる建造物の中には彼らの拾い集めた宝物が溜め込まれており、その中にはリングの残骸も大量に存在していた。

## 製作

### 企画・脚本
藤子プロでは『映画ドラえもん』のアイデアとして以前より南極が上がっており、生前の藤子Fも長編の舞台案として言及していたという。切り口としてはてんとう虫コミックス『ドラえもん』18巻収録作品「大氷山の小さな家」を用いている。
監督には2013年よりテレビシリーズの絵コンテ・演出・脚本・原画を担当していた高橋敦史を起用。高橋は本作で脚本のみならず絵コンテ・演出まで務めた。
脚本会議は藤子プロの人間・シンエイ動画のプロデューサーを交え週1回約半年かけて行い、ストーリーを練る際にはスノーボールアース仮説を取り入れた。藤子Fが貸本屋時代に描いた漫画を参考にしたほか、過去の『ドラえもん』を組み合わせてもいるという。また、元南極越冬隊隊長の三浦英樹に取材を行った。
高橋は本作を子供向けに振り切るため、泣きのドラマや親にとってのいいシーンは「湿っぽくやった方が映画らしくなる」としつつも「『ドラえもん』は元々そんなにしっとりした世界ではない」『ドラえもん』ぽくない」とし、外したとも語っている。

## スタッフ
高橋がスタジオジブリ出身であることに言及したインタビューでは、宮崎駿から影響を受けたものとして「どうやって遅れがちになるスケジュールを具体的に維持していくか、という方法論」、「システムを作るところから作品に入っていく」部分を挙げており、本作ではその一環としてストーリーボード（イメージボード）を制作した。描画はイラストレーターのヒョーゴノスケと丹地陽子が共同で手がけ、一部がアレンジされ宣伝ポスターとなっている。イメージボードは脚本に書かれた場面からビジュアルを作っていったが、脚本と同時進行だったために内容の変更で使用されなかった物もあったという。のちに制作で使用されたイメージボードは全て『アニメスタイル 012 2017.12』に収録された。
作画面ではキャラクターデザインが『ドラえもん のび太のひみつ道具博物館』（2013年）より担当してきた丸山宏一に替わり、清水洋が抜擢された。これは監督が替わってもキャラクターデザインが同じ体制では前年の作品と平行して進められないためであり、メインキャラクターも本作用に清水がデザインし直した。高橋はキャラクターの頭身を下げ、作画が大変になりすぎないようベースをシンプルにするよう提案したという。
美術にはスタジオワイエスが初登板し、設定を池田祐二、監督を高木佐和子が務めた。また本作より「撮影特殊効果」という役職が新たに設けられ、アニメフィルムの大矢創太が就任した。
また、『のび太の恐竜2006』から担当してきた沢田完が音楽を担当した最後の作品でもある（テレビシリーズの音楽は引き続き担当している）。
| 原作                               | 藤子・F・不二雄 |
| キャラクターデザイン               | 清水洋 |
| 美術設定                           | 池田祐二 |
| 美術監督                           | 高木佐和子 |
| 撮影監督                           | 末弘孝史 |
| 撮影特殊効果                       | 大矢創太 |
| 編集                               | 小島俊彦 |
| 録音監督                           | 田中章喜 |
| 効果                               | 糸川幸良 |
| 音楽                               | 沢田完 |
| 監督・脚本                         | 高橋敦史 |
| 脚本原案                           | 藤子プロ |
| 脚本協力                           | 角山祥道 与口奈津江 |
| イメージボード                     | 丹地陽子 ヒョーゴノスケ |
| 絵コンテ・演出                     | 高橋敦史 |
| 演出助手                           | 志賀翔子 |
| 作画監督                           | 清水洋 丸山宏一 山川浩臣 桝田浩史 茂木琢次 |
| 作画監督補佐                       | 小林早依子 北山修一 岸野美智 小林麻衣子 松井啓一郎 曽々木安恵 岡野慎吾 鈴木勤 |
| プロップデザイン                   | 鈴木勤 |
| 原画                               | 大塚正実 山森英司 山口晋 岸野美智 林千博 小林麻衣子 曽々木安恵 秦洋美 渡部貴喜 宮本佐和子 三輪修 河野悦子 山下晃 千葉ゆみ 石川準 堤舞 北山修一 小澤早依子 藤原巧和 神戸佑太 黒崎知栄実 小美野雅彦 松井啓一郎 岡野慎吾 上田幸一郎 石上ひろ美 田中春香 八木郁乃 河毛雅妃 阿曽仁美 鈴木勤 伊藤秀次 清水洋 山川浩臣 桝田浩史 |
| 第二原画                           | 大武正枝 小澤早依子 吉田清美 辻仁子 佐藤友子 岸野美智 本多孝敏 山川浩美 加来由加里 こすぎなほこ 笛木優奈 仲川明希 三室健太 福田周平 中本和樹 MAP 张启欣 刘璐 徐宝民 徐迎春 旭プロダクション Wish Snow drop ウォンバット Be Loop アニタス神戸 菁画舎 スノーライトスタッフ はだしぷろ |
| 動画検査                           | 屋宜優 |
| 動画                               | ベガエンタテイメント 松村美佳 堀江佑 宮本美智子 神谷由季 川重希 山口央 植田千湖 高橋美由希 諸隈瑛美 髙木渚 スタジオエル 安本乃涼 大野綾希 渡邊智尋 田中奏絵 丸山楓 阿久津徹也 Wish 馬渕弥寿加 栗田果歩 壹岐悠之介 椛澤未来 田中菜々美 三浦綾華 今西麻綾 岩井亮太 長谷川美里 久野紗世 鈴木友也 豊田真希 中国無錫太観動画制作有限公司 呉小松 王暁正 張剛 張蒙 南海 王鵬 オープロダクション 田中陽子 本田康明 村橋亮佑 ORANGE RYU JA YOUNG HAN SONG HEE SON SEON AH JEONG HYUN JEONG KIM JEONG SOON PARK NAN HEE KIM JUNG LAN SUH YOON JOO KIM HYE JUNG HA SEUNG HEE KIM MIN AE LEE KYUNG MI MAP 樊如军 张军 钱嵩渭 罗丹 樊如伟 刘苏 曹响 伟超 候英云 杨春霞 董敏 樊悦茹 谢琳娜 黄冰芝 シンエイ動画 今村洋輝 岩田芙由子 大森舞 遠藤法子 山口真奈 吉田侑加 CoMixWaveFilms 大村まゆみ 真野鈴子 大橋実 松岡理恵子 松田裕美 長谷川夏美 山下宗幸 |
| 色彩設計                           | 松谷早苗 |
| 色彩設計補佐                       | 戸部弥生 大金紀子 稲村智子 今泉ひろみ 助川佳代子 |
| 色指定・検査                       | 倉内美幸 |
| 仕上                               | ベガエンタテイメント 高橋めぐみ 竹内ゆり 前島渚 中里洋介 スタジオエル 近藤直登 森脇弘史 渡部勇輔 真水由貴 千葉涼香 中野夏帆 沼田千晶 村瀬瞳美 橋本侑香里 木村智美 木下美佳 古滝龍馬 亀井菜海子 我謝美幸 松田勘汰 大田薫 塚田和也 大枝優斗 松林彩 渡辺郁也 周適之 藤澤亮子 都丸陽子 海賀一樹 Wish 伊藤敦子 石川直樹 砂原直子 黒目綾子 妻鹿真琴 上野裕美香 小笠原愛 杉本遥 関野響子 田場涼 山田照美 浅見友子 太観アニメ 藤嶋利佳 李四達 文丹 宗苗 張宏亮 馬聡 スタジオ・タージ 土屋透治 宮原奈緒子 南龍介 小栁寿志 畑中章行 スタジオステップ 鈴木よし子 石川怜子 鈴木裕太 伊藤珠江 垣内安貴子 篠澤治美 栗山洋子 伊藤清子 ORANGE AN YOUNG AE JUNG HYE RA WOON SUNG HEY SHIN HYUN JUNG KIM EUN HEE JUN EUN JOO CHOI SU KYOUNG LEE YEON JU HAN MYUNG SUN OH KYUNG HEEL KIM SEON MI HWANG JI YOUNG PARK HEE JUNG MAP 张利林 赵艳 张利新 缪华莲 樊丹丹 周丽 J&K アニメッシュ デファー アニタス神戸 スタジオギムレット イーゲルネスト 旭プロダクション |
| 背景                               | Studio Wyeth 諏訪晴美 山田早紀 門口亜矢 島田碧 笠原由紀 荒木淳子 横山未来 岩月梨紗 岡田怜子 小手川由夏 高橋映莉加 一色美緒 横松紀彦 野村友里恵 牧野孝雄 有藤靖晃 伊海茉莉 藤田清美 寺本明世 鶴子友美 長﨑斉 澤谷健太 谷口美智子 大岩里枝子 小林祐子 藤木佳世子 加藤美紀 小泉壮平 アトリエローク07 石田晶子 沼井信朗 Wayan Sutara Dewa wid GACHI Production Bae,Young-Uh Kang,Hee-Young スタジオ ユニ 越膳滝美 三原伸明 佐川恵美子 氏家こはく 宮良子 坂場真琴 池田玲子 STUDIO LOFT 鈴木和彦 福本剛 川元由香 小崎弘貴 スタジオラグラス 桐山成代 末弘由一 伊奈淳子 野﨑佳津 岩原史織 中谷強 でほぎゃらりー 村方夏海 オレンジ 赤木寿子 安藤愛莉 原英里佳 |
| 2D Works                           | 濱中亜希子 |
| 背景スキャン                       | 柴田欽也 |
| コンポジット                       | アニメフィルム 廣地研二 花井延昌 西山朋広 桶田一展 山田廣明 倉田佳美 鈴木浩司 下村博文 木次美則 松澤秀子 大森美奈子 手塚智鶴子 土岐浩司 梅田俊之 |
| 3DCGI                              | 福田寛 |
| 撮影監修                           | 熊谷正弘 |
| 音響制作                           | オーディオ・プランニングユー |
| ミキサー                           | 山本寿 |
| アシスタント・ミキサー             | 小沼則義 |
| ダイアログ・エディター             | 田口信孝 |
| 音響制作デスク                     | 穂積千愛 太田恵理子 |
| 音響効果                           | グループ・アンド・アイ |
| 背景音楽制作                       | |
| 音楽録音エンジニア                 | 青柳延幸 |
| サラウンドミックスエンジニア       | 青柳延幸 浅倉務 |
| アシスタントエンジニア             | 五十嵐覚 |
| コーディネート                     | 関谷典子 |
| 制作                               | 澤原豊 長田直也 |
| 制作協力                           | 大川正義 |
| 音楽協力                           | テレビ朝日ミュージック |
| 編集スタジオ                       | 岡安プロモーション |
| 編集助手                           | 藤本理子 山田健太郎 |
| ポストプロダクション               | 東京現像所 |
| HD編集                             | 山本洋平 金沢佳明 |
| DCPマスタリング                    | 千木良保宣 脇坂美緒 |
| ラボ・デスク                       | 丸山裕子 |
| ラボ・マネージメント               | 酒見弘人 |
| アニメーション協力                 | ベガエンタテイメント 滝島久美子 森元祐太 馬場潤 河村武雄 |
| 取材協力                           | 三浦英樹 (第56次日本南極地域観測隊 越冬隊隊長) 浅野良子 (第56次日本南極地域観測隊 越冬隊隊員) |
| パオパオダンス振付                 | 西村郁子 |
| まんが協力                         | むぎわらしんたろう |
| まんが原案協力                     | 高橋茂雄(サバンナ) |
| 掲載                               | 小学館の児童誌 めばえ てれびくん 幼稚園 月刊コロコロコミック 学習幼稚園 別冊コロコロコミック 小学一年生 コロコロイチバン! 小学二年生 ぷっちぐみ |
| 宣伝プロデューサー                 | 土肥直人 |
| 宣伝                               | 田中祥子 細尾早霧 青木郁弥 山口泰弘 浅原聡子 |
| 予告編制作                         | 蔦川亜希 |
| 予告編演出                         | 野々市谷有美 居場礼香 岡本奈々美 澤岻正子 |
| 予告編CG                           | 津田輝王 関口里織 小塚博 |
| トータル アートディレクション      | 浜辺明弘 |
| グラフィックデザイン               | 佐藤里奈 中嶋達也 |
| グラフィックコピーライト           | 福部明浩 |
| グラフィックイラストレーション     | 丹地陽子 ヒョーゴノスケ |
| オフィシャルWEB                    | 村田大典 蓮沼祐治 |
| おまけ映像                         | 今井一暁 亀田祥倫 杉﨑聡 増泉路子 |
| テレビアニメーションプロデューサー | 白倉由紀子 河西麻利子 |
| プロモーションプロデュース         | 中村航平 天野賢 佐々木礼子 野﨑裕子 |
| 協力                               | 北海道テレビ 青森朝日放送 岩手朝日テレビ 東日本放送 秋田朝日放送 山形テレビ 福島放送 新潟テレビ21 長野朝日放送 静岡朝日テレビ 北陸朝日放送 名古屋テレビ放送 朝日放送 広島ホームテレビ 山口朝日放送 瀬戸内海放送 愛媛朝日テレビ 九州朝日放送 長崎文化放送 熊本朝日放送 大分朝日放送 鹿児島放送 琉球朝日放送 川崎市 藤子・F・不二雄ミュージアム 高岡市 藤子・F・不二雄ふるさとギャラリー |
| 制作進行                           | 新崇雄 佐藤創太 田原麻美 篠田宇俊 新垣貴大 小笠原卓也 |
| 制作デスク                         | 中村和喜 武井健 落合竜太郎 |
| チーフプロデューサー               | 大倉俊輔 大金修一 |
| プロデューサー                     | 高橋麗奈 吉田健司 滑川親吾 松井聡 |
| 「映画ドラえもん」制作委員会       | 飯塚洋介 相賀信宏 勝山健晴 岸義彦 小西麻理 高橋尚子 徳山雅記 藤河秀雄 藤田健一 牧野ひろみ 松元章展 山田卓司 吉田冠 川北桃子 松久智治 川崎栞 磯田ゆう 石田菜穂子 梶淳 堤直之 鶴崎りか 浅田幸男 後藤正太郎 佐藤絵里子 櫻田貴博 中沢利洋 髙澤邦仁 栢原栄光 藤澤佑介 清田宏美 草野友 尾﨑瑞季 島田正吾 池上陽平 伊藤悠公 髙橋充 正岡瑞貴 鈴木ひとみ 狩野茉莉花 五反田亜紀 小西佑平 池田光子 清水智美 尾崎美香 大谷絵里 吉永裕香 |
| 配給                               | 東宝 |
| 制作                               | 藤子プロ FUJIKO PRO 小学館 テレビ朝日 ADK ShoPro シンエイ動画 |
|                                    | ©藤子プロ・小学館・テレビ朝日・シンエイ・ADK 2017 |

## 主題歌
オープニングテーマ「夢をかなえてドラえもん」
作詞・作曲 - 黒須克彦 / 編曲 - 大久保薫 / 歌 - mao / コーラス - ひまわりキッズ（日本コロムビア）
エンディングテーマ「僕の心をつくってよ」
作詞・作曲・歌 - 平井堅 / 編曲 - 亀田誠治 （アリオラジャパン）
劇中歌
「パオパオダンス」
作詞 - マイクスギヤマ / 作曲・編曲 - 沢田完 / 歌 - mao、ひばり児童合唱団

## 評価
公開後に一部で本作はハワード・フィリップス・ラヴクラフトの『狂気の山脈にて』をはじめとしたクトゥルフ神話が原案ではないかと指摘されており、映画ライターの滝口アキラはその説を否定しつつ『狂気の山脈にて』をはじめとした様々なラヴクラフト作品の要素がオマージュされていると指摘し、それらを低年齢層向けの映画として成立させた高橋の手腕を高く評価している。

## 興行成績
全国371スクリーンで公開され、2017年3月4、5日の初日2日間で興収6億9181万3500円、動員59万0291人となり、映画観客動員ランキング（興行通信社調べ）で初登場第1位を獲得。4月16日までの44日間で動員365万6559人、興収41億4795万7300円を記録（東宝調べ）し、アニメ第2作2期シリーズとしては最高記録であった『新・のび太の日本誕生』（2016年）の41億2000万円を上回った。最終興行収入は44億3000万円となった
|                             | 動員数 （万人） | 動員数 （万人） | 動員数 （万人） | 興行収入 （億円） | 興行収入 （億円） | 備考                                    |
| 週末                        | 週末            | 累計            | 週末            | 累計              |                   | 備考                                    |
| --------------------------- | --------------- | --------------- | --------------- | ----------------- | ----------------- | --------------------------------------- |
| 1週目の週末 (3月4日・5日)   | 1位             | 59.0            | 59.0            | 6.92              | 6.9               |                                         |
| 2週目の週末 (3月11日・12日) | 2位             | 43.3            | 113.9           | 5.07              | 13.4              |                                         |
| 3週目の週末 (3月18日・19日) | 3位             |                 |                 | 3.81              | 18.8              | 20日まで累計興収21.3億円、動員183.7万人 |
| 4週目の週末 (3月25日・26日) | 3位             | 25.8            | 228.9           | 3.04              | 26.5              | 週末動員は3位で、週末興収は4位          |
| 5週目の週末 (4月1日・2日)   | 3位             | 25.6            | 311.7           | 2.79              | 35.4              | 週末動員は3位で、週末興収は4位          |
| 6週目の週末 (4月8日・9日)   | 4位             |                 | 356.4           | 1.66              | 40.4              | 週末動員は4位で、週末興収は5位          |
| 7週目の週末 (4月15日・16日) | 6位             |                 | 365.7           |                   | 41.5              |                                         |
| 8週目の週末 (4月22日・23日) | 9位             |                 |                 | 0.40              | 42.0              | 週末動員は10位で、週末興収は9位         |
| 9週目の週末 (4月29日・30日) | -               |                 |                 | 0.33              | 42.4              |                                         |
| 10週目の週末 (5月6日・7日)  | -               |                 | 382.2           | 0.35              | 43.4              |                                         |

## 関連作品

### 漫画
ドラえもん のび太の南極カチコチ大冒険 ギャグ編
むぎわらしんたろう作画。『月刊コロコロコミック』2016年12月号から2017年4月号まで連載された。大長編ではなく、4コマギャグ漫画形式。「協力」としてサバンナの高橋茂雄の名前が記載されている。未単行本化作品。『コロコロコミック』に掲載された関連漫画が単行本化されないのは、ドラえもんのオリジナル長編映画作品では初（リメイク映画では過去にも存在する）。

### 小説
小説 映画ドラえもん のび太の南極カチコチ大冒険
上記のタイトルで小学館ジュニア文庫より新書判が2021年11月26日発売。執筆は白井かなこ。

### 家庭用ゲーム
ニンテンドー3DSゲーム『ドラえもん のび太の南極カチコチ大冒険』が2017年3月2日にフリュー株式会社より発売された。
おおまかなあらすじは映画版と同じだが、設定や展開が映画版と異なる部分が多い。

## 関連企画

### きみのパオパオコンテスト
毎年恒例のデザインコンテスト。今回は、パオパオのデザインの募集を行った。

### ドラえもんジェット

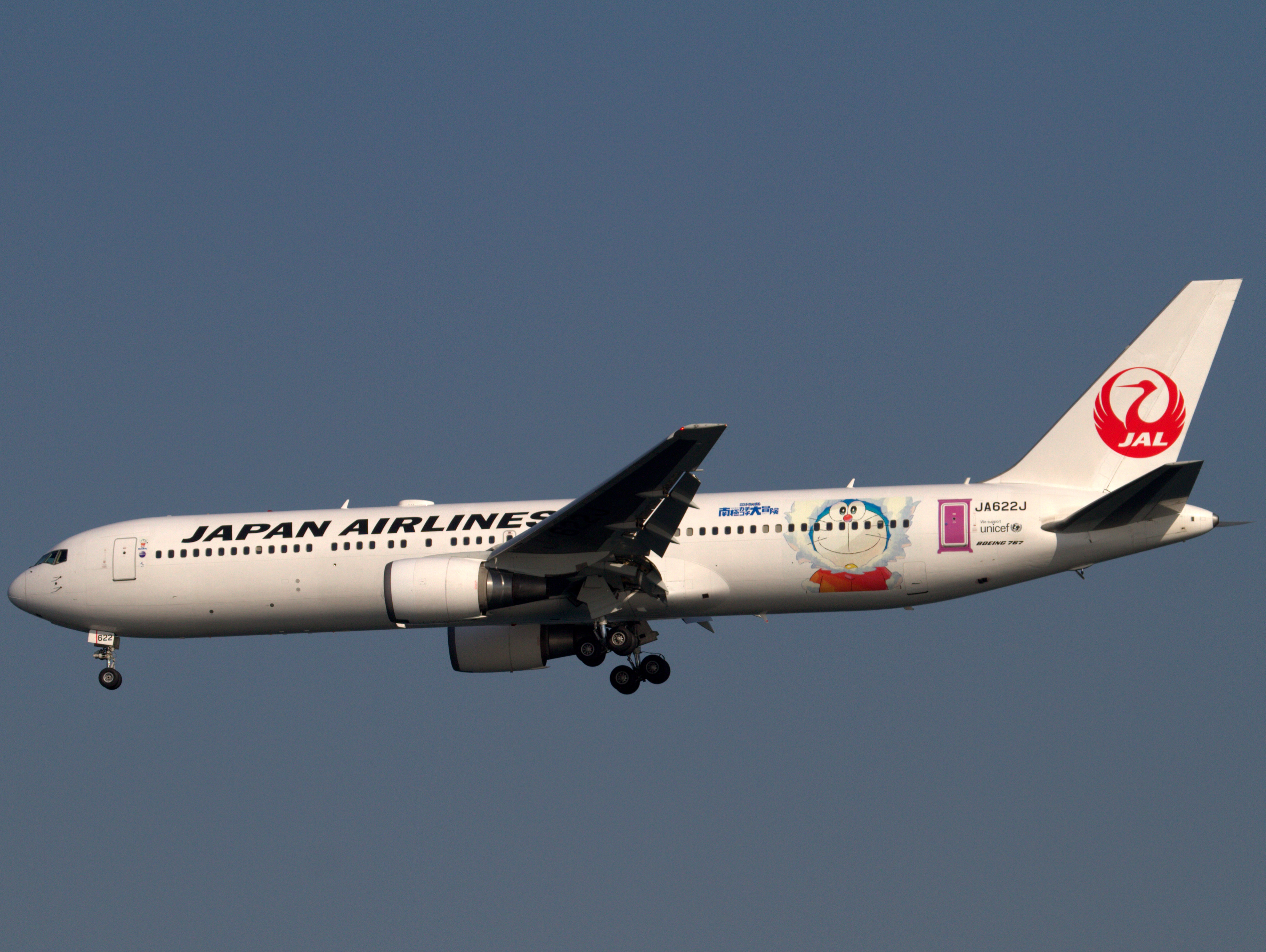
JAL ドラえもんJET（タイアップ企画）

2016年12月30日の羽田発福岡行きJL331便にて就航し、2017年5月下旬まで国内線で運航された。なお、これとは別に国際線にて2016年9月より2017年3月まで「JAL ドラえもんJET」が運航された。機材はボーイング767-300ERのJA622Jで、機体後方に映画の衣装を着たドラえもんが描かれているほか、「JAL ドラえもんJET」同様に後方の乗降扉がどこでもドアに見立てられてピンク色に塗装されている。